# Quintette avec piano de Chostakovitch

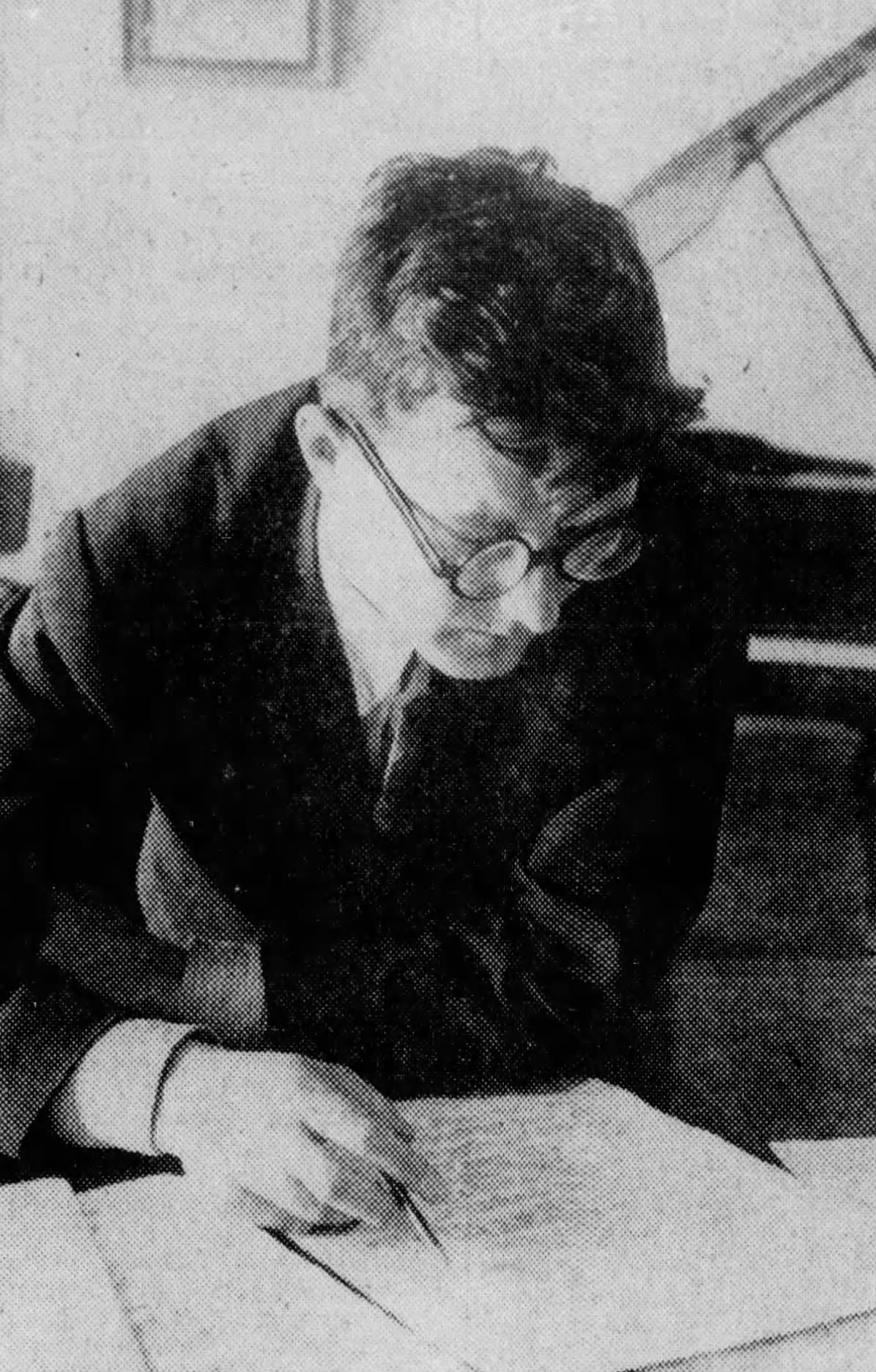
Portrait du compositeur soviétique Dmitri Shostakovitch

Le Quintette avec piano en sol mineur, op. 57 de Dmitri Chostakovitch est une œuvre composée en 1940.

## Historique
Cette œuvre composée en 1940 à Moscou à la demande du Quatuor Beethoven qui en fit la première le 23 novembre 1940 au Conservatoire de Moscou avec le compositeur au piano. Chostakovitch, bien que censuré les années précédentes par le pouvoir soviétique, reçut en 1941 le Prix Staline pour ce quintette.
Chostakovitch termina sa carrière de pianiste concertiste dans les années 1960 avec l'interprétation de cette œuvre.

## Mouvements
1. Prélude, lento - ~4 min 30 s
2. Fugue, adagio - ~11 min 00 s
3. Scherzo, allegretto - ~3 min 30 s
4. Intermezzo, lento - ~7 min 00 s
5. Finale, allegretto - ~7 min 30 s

Les deux premiers mouvements se jouent comme seul mouvement adoptant la forme classique occidentale du prélude et fugue. Chostakovitch réussit à unir cette difficulté formelle (contrepoint et polyphonie) avec la tradition de la musique russe plus mélodique. Heinrich Neuhaus dit de cette fugue : « Chostakovitch a donné un si bel exemple de ce style que c'est à lui seul que l'on peut appliquer la formule : égaler Bach. ».

## Discographie sélective
- 1984 : par le Quatuor Borodine et Sviatoslav Richter, chez Melodiya / BMG Classics.
- 2001 : par le Quatuor Talich et Yakov Kasman, avec le Quatuor à cordes n° 8 en ut mineur op. 110, collection Hommage chez Calliope (CD n°CAL5320).